# میناماتا (فیلم)
میناماتا (انگلیسی: Minamata) یک فیلم درام محصول سال ۲۰۲۰ به کارگردانی اندرو لویتاس است. اولین نمایش فیلم در ۲۱ فوریه ۲۰۲۰ در Berlin International Film Festival انجام شد. این فیلم نظرات مختلفی از منتقدان دریافت کرد.

## بازیگران
- جانی دپ در نقش یوجین اسمیت
- هیرویوکی سانادا در نقش میتسو یامازاکی
- Minami در نقش آیلن
- بیل نای (بازیگر) در نقش رابرت هایس
- جون کونیمورا در نقش جونوچی نوجیما
- تادانابو آسانو در نقش تاتسو ماتسومارو
- ریو کاسه در نقش کایوشی
- کاترین جنکینز در نقش میلی